# Кеймбридж (Айдахо)
Вижте пояснителната страница за други значения на Кеймбридж.
Кеймбридж (на английски: Cambridge) е град в окръг Уошингтън, щата Айдахо, САЩ. Кеймбридж е с население от 360 жители (2000) и обща площ от 0,7 km². Намира се на 811 m надморска височина. ЗИП кодът му е 83610, а телефонният му код е 208.